# Osmunda
Osmunda este un gen de plante din familia Osmundaceae.
Specii
- Osmunda asiatica (sin. Osmunda cinnamomea var. asiatica)
- Osmunda bromeliifolia
- Osmunda cinnamomea
- Osmunda claytoniana
- Osmunda japonica
- Osmunda regalis

## Legături externe
- „Osmunda” în Dicționar dendrofloricol la DEX online